# Alqamah ibn Qays an-Nakha'i
Alqama ibn Qays al-Nakha’i (arabe: علقمة بن قيس) (mort en 62 AH (681–682)) était un célèbre savant tabi'in et l'élève de Abdullah ibn Mas'ud. Il rapporta aussi des traditions de `Uthman, `Ali ibn Abi Talib, Sa`d ibn Abi Waqqas et Sa`d ibn Malik.
`Alqama est le fondateur de l'« école de Koufa » sur le point des sciences religieuses. `Amr ibn Shurahbil Al-Cha’bi, un des savants qui rapporta des hadiths de `Alqama, recommandait souvent aux gens d' « aller voir celui qui ressemble le plus à Ibn Mas‘ud dans sa conduite et ses attitudes ». Son neveu Ibrahim al-Nakhai lui succéda.
L'imam Abu Hanifa, dont la ijaza contenait 'Alqamah, l'admirait profondément, si bien qu'il avait l'habitude de dire [réf. souhaitée] « ‘Alqama a une connaissance plus approfondie du hadith et du fiqh que certains sahaba ».